# Hydrochasma patens
Hydrochasma patens  (лат.) — вид мух-береговушек рода Hydrochasma из подсемейства Gymnomyzinae (Ephydridae). Встречаются в Западном полушарии: Уругвай, Чили.

## Описание
Мелкие двукрылые насекомые, длина от 1,85 до 2,60 мм. Мезонотум сероватого цвета с голубовато-синими отблесками. Максиллярные щупальцы апикально жёлтые. Глаза субокруглые, крупные, расширенные вентрально. На лице один ряд латеральных щетинок; фронто-орбитальные сеты на лбу отсутствуют. Усиковые бороздки резко отграничены с вентральной стороны. Щеки широкие. Нотоплеврон груди покрыт микросетами в дополнение к двум крупным щетинкам. Супрааларные пре- и постшовные щетинки, а также акростихальные сеты хорошо развиты. Латеральные части брюшка со светлыми участками (беловато-серыми). Крылья прозрачные, блестящие. Вид был впервые описан в 1938 году, а в 2013 году подтверждён его валидный статус в ходе ревизии рода американским диптерологом Вейном Мэтисом (Wayne N. Mathis; Department of Entomology, Smithsonian Institution, Washington, D.C., США) и польским энтомологом Тадеушем Затварницким (Tadeusz Zatwarnicki, Department of Biosystematics, Opole University, Ополе, Польша). Сходен с видом Hydrochasma viridum, отличаясь деталями строения гениталий самца.